# Đảo Wuvulu

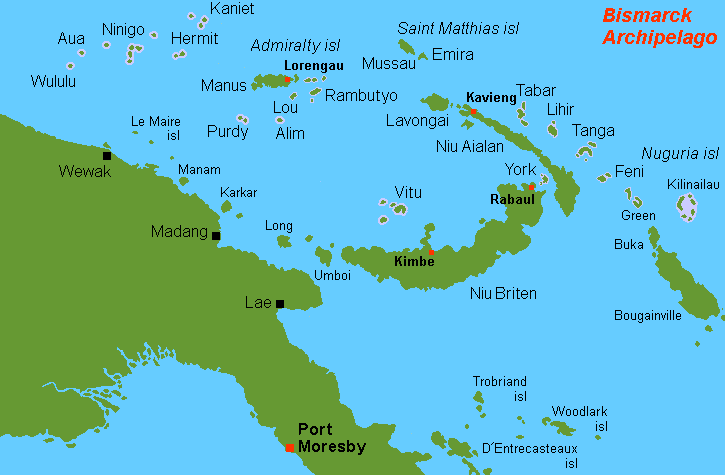
Đảo Wuvulu trong quần đảo Bismarck

Wuvulu là một hòn đảo thuộc quần đảo Western, Papua New Guinea (phía Tây) (Western Islands), cấu thành nên quần đảo Bismarck ở Tây Thái Bình Dương. Hòn đảo Wuvulu cũng như cả nhóm đảo là một phần của tỉnh Manus, Papua New Guinea. Hòn đảo này toạ lạc phía Tây của 13 hòn đảo thuộc nhóm đảo này.
Wuvulu là một hòn đảo núi lửa, bao quanh đảo là một rạn san hô với chiều cao tối đa của đảo là 3 m (10 feet) so với mực nước biển. Người dân trên đảo nói ngôn ngữ Wuvulu-Aua, một dạng ngôn ngữ thuộc phía Tây quần đảo Admiralty.

## Liên kết
- History of the Western Islands
- Bowl, 19th–early 20th century Wuvulu Island
- Area maps